# منطقة سارانده
منطقة سارانده (بالألبانية: Rrethi i Sarandës) هي واحدة من ستة وثلاثين منطقة تقع في ألبانيا وهي جزء من مقاطعة فلوره.[بحاجة لمصدر]